# باكس

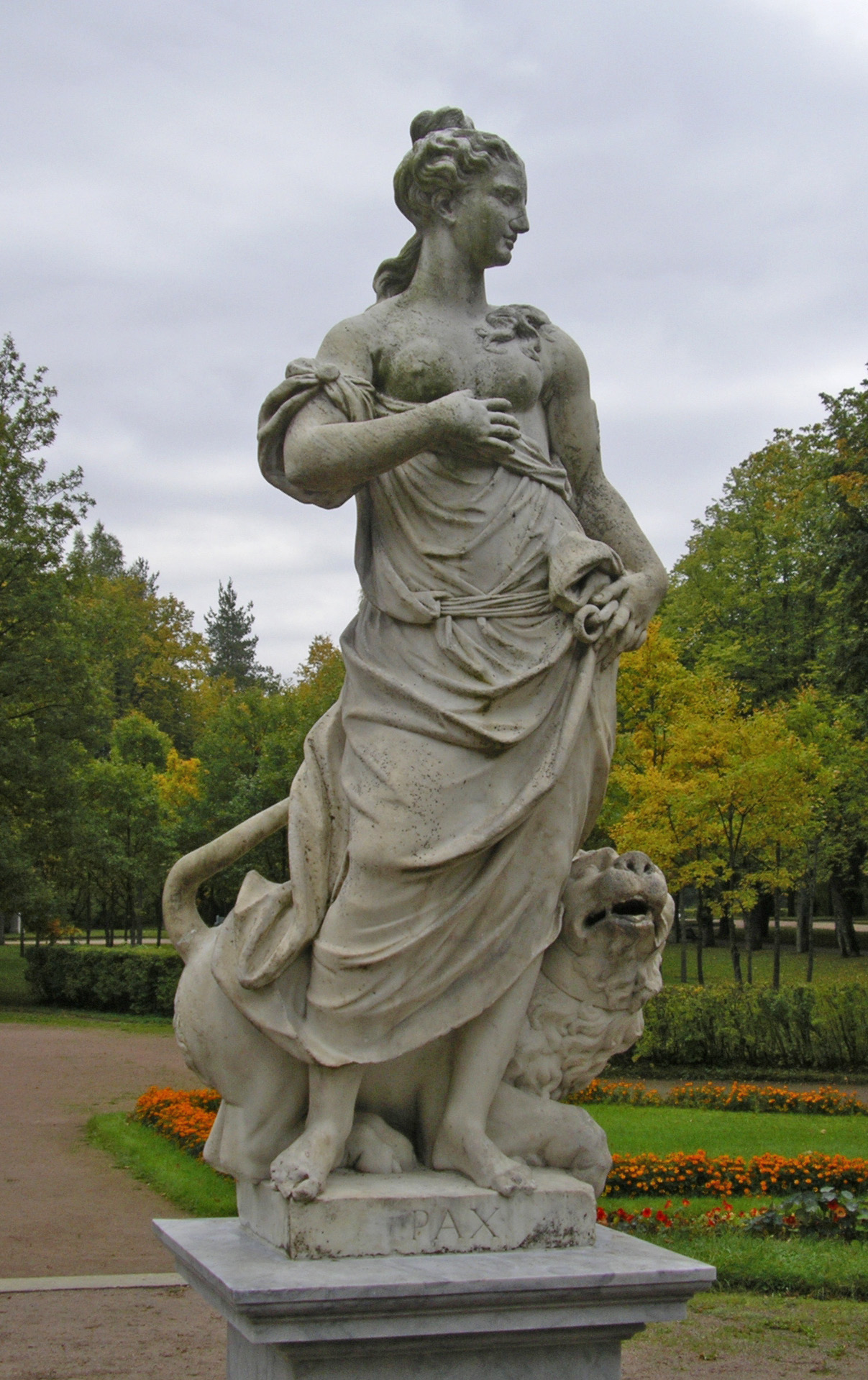
تمثال للإلهة باكس في حديقة قصر بافلوفسك

باكس في الميثولوجيا الرومانية، (باللاتينية: Pax) ربة السلم اسمها يعني «السلام» وهي عبارة عن إلهة كانت تعبد خلال فترة حكم أغسطس قيصر.

## عبادة باكس
كان لباكس معبد خاص بها يدعى أرا باسيس (باللاتينية: Ara Pacis). كانت تصور في فن أغصان الزيتون. كان يعقد في 3 يناير مهرجان على شرفها، وهي ترفق بمعنى الربيع عادة.

## وصلات خارجية
- http://www.unrv.com/culture/minor-roman-god-list.php
- http://www.theoi.com/Ouranios/HoraEirene.html
- http://www.societasviaromana.net/Collegium_Religionis/caljan.php
- http://www.pantheon.org/articles/p/pax.html
- http://www.loggia.com/myth/eirene.html